# Primetime-Emmy-Verleihung 1996

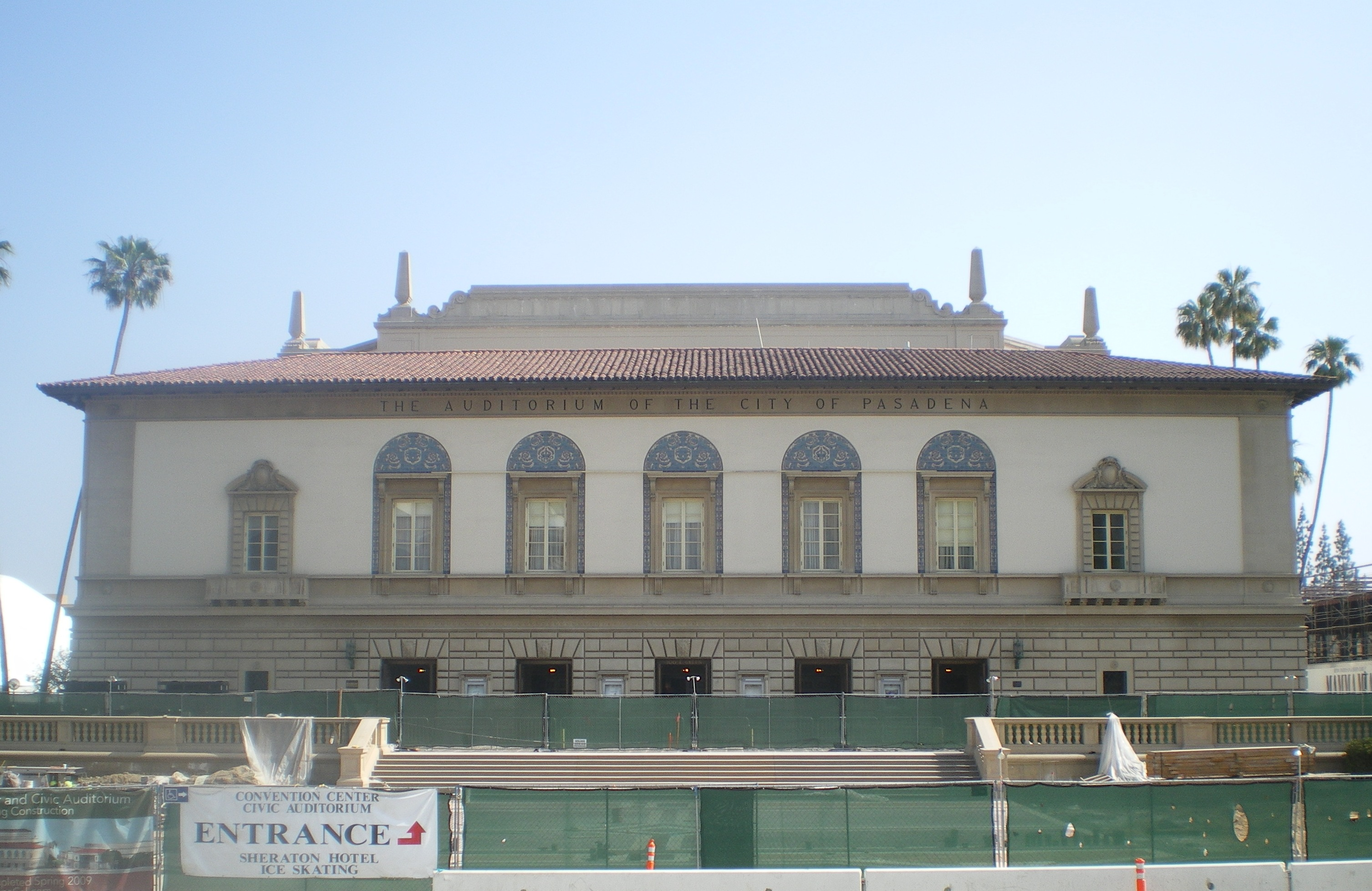
Veranstaltungsort der Emmy-Verleihung 1996: Pasadena Civic Auditorium

Die 48. Emmy-Verleihung in der Sparte Prime Time fand am 7. und 8. September 1996 im Pasadena Civic Auditorium in Pasadena statt. In den Vereinigten Staaten wurde die Preisverleihung vom Sender ABC am 8. September ausgestrahlt. Die Moderatoren der Veranstaltung waren Michael J. Fox, Paul Reiser und Oprah Winfrey.

## Preisträger und Nominierungen (Auswahl)

### Programme
| Beste Comedyserie (Outstanding Comedy Series) | Beste Dramaserie (Outstanding Drama Series) |
| --- | --- |
| Frasier (NBC) - Friends (NBC) - Die Larry Sanders Show (HBO) - Verrückt nach dir (NBC) - Seinfeld (NBC)                                                                                             | Emergency Room – Die Notaufnahme (NBC) - Chicago Hope – Endstation Hoffnung (CBS) - Law & Order (NBC) - New York Cops – NYPD Blue (ABC) - Akte X – Die unheimlichen Fälle des FBI (Fox) |
| Beste Varieté-, Musik- oder Comedyserie (Outstanding Variety, Music or Comedy Series) | |
| Dennis Miller Live (HBO) - The Tonight Show with Jay Leno (NBC) - Late Show with David Letterman (CBS) - Muppets Tonight! (ABC) - Politically Incorrect (ABC/Comedy Central)                        | |
| Bester Fernsehfilm (Outstanding Made for Television Movie) | Beste Miniserie (Outstanding Miniseries) |
| Truman – Der Mann, der Geschichte schrieb (HBO) - Almost Golden: The Jessica Savitch Story (Lifetime) - Verlorene Träume (TNT) - The Late Shift - Spätvorstellung (HBO) - Die Ehre zu fliegen (HBO) | Gullivers Reisen (NBC) - Andersonville (TNT) - Hiroshima (Showtime) - Die Bibel – Moses (TNT) - Stolz und Vorurteil (A&E)                                                               |

### Schauspieler

#### Hauptrollen
| Bester Hauptdarsteller in einer Comedyserie (Outstanding Lead Actor in a Comedy Series) | Beste Hauptdarstellerin in einer Comedyserie (Outstanding Lead Actress in a Comedy Series) |
| --- | --- |
| John Lithgow für die Darstellung von Dick Solomon in Hinterm Mond gleich links (Episode „Dick Smoker“) - Kelsey Grammer für die Darstellung von Dr. Frasier Crane in Frasier (Episode „You Can Go Home Again“) - Paul Reiser für die Darstellung von Paul Buchman in Verrückt nach dir - Jerry Seinfeld für die Darstellung von Jerry Seinfeld in Seinfeld - Garry Shandling für die Darstellung von Larry Sanders in Die Larry Sanders Show                | Helen Hunt für die Darstellung von Jamie Buchman in Verrückt nach dir - Ellen DeGeneres für die Darstellung von Ellen Morgan in Ellen - Fran Drescher für die Darstellung von Fran Fine in Die Nanny - Patricia Richardson für die Darstellung von Jill Taylor in Hör mal, wer da hämmert - Cybill Shepherd für die Darstellung von Cybill Sheridan in Cybill |
| Bester Hauptdarsteller in einer Dramaserie (Outstanding Lead Actor in a Drama Series) | Beste Hauptdarstellerin in einer Dramaserie (Outstanding Lead Actress in a Drama Series) |
| Dennis Franz für die Darstellung von Detective Andy Sipowicz in New York Cops – NYPD Blue - Andre Braugher für die Darstellung von Detective Frank Pembleton in Homicide - George Clooney für die Darstellung von Dr. Doug Ross in Emergency Room – Die Notaufnahme - Anthony Edwards für die Darstellung von Dr. Mark Greene in Emergency Room – Die Notaufnahme - Jimmy Smits für die Darstellung von Detective Bobby Simone in New York Cops – NYPD Blue | Kathy Baker für die Darstellung von Dr. Jill Brock in Picket Fences – Tatort Gartenzaun - Gillian Anderson für die Darstellung von Agent Dana Scully in Akte X – Die unheimlichen Fälle des FBI - Christine Lahti für die Darstellung von Dr. Kate Austin in Chicago Hope – Endstation Hoffnung - Angela Lansbury für die Darstellung von Jessica Fletcher in Mord ist ihr Hobby - Sherry Stringfield für die Darstellung von Dr. Susan Lewis in Emergency Room – Die Notaufnahme |
| Bester Hauptdarsteller in einer Miniserie oder einem Special (Outstanding Lead Actor in a Miniseries or Special) | Beste Hauptdarstellerin in einer Miniserie oder einem Special (Outstanding Lead Actress in a Miniseries or Special) |
| Alan Rickman für die Darstellung von Grigori Jefimowitsch Rasputin in Rasputin - Alec Baldwin für die Darstellung von Stanley Kowalski in Endstation Sehnsucht - Beau Bridges für die Darstellung von Richard Nixon in Kissinger and Nixon - Laurence Fishburne für die Darstellung von Hannibal Lee in Die Ehre zu fliegen - Gary Sinise für die Darstellung von Harry S. Truman in Truman – Der Mann, der Geschichte schrieb                              | Helen Mirren für die Darstellung von Detective Jane Tennison in Heißer Verdacht - Ashley Judd für die Darstellung von Norma Jean Dougherty in Marilyn – Ihr Leben - Jessica Lange für die Darstellung von Blanche DuBois in Endstation Sehnsucht - Mira Sorvino für die Darstellung von Marilyn Monroe in Marilyn – Ihr Leben - Sela Ward für die Darstellung von Jessica Savitch in Almost Golden: The Jessica Savitch Story                                                     |

#### Nebenrollen
| Bester Nebendarsteller in einer Comedyserie (Outstanding Supporting Actor in a Comedy Series) | Beste Nebendarstellerin in einer Comedyserie (Outstanding Supporting Actress in a Comedy Series) |
| --- | --- |
| Rip Torn für die Darstellung von Arthur in Die Larry Sanders Show (Episode „Arthur After Hours“, „The P.A.“) - Jason Alexander für die Darstellung von George Costanza in Seinfeld - David Hyde Pierce für die Darstellung von Dr. Niles Crane in Frasier (Episode „The Last Time I Saw Maris“, „Moon Dance“) - Michael Richards für die Darstellung von Cosmo Kramer in Seinfeld - Jeffrey Tambor für die Darstellung von Hank Kingsley in Die Larry Sanders Show | Julia Louis-Dreyfus für die Darstellung von Elaine Benes in Seinfeld - Christine Baranski für die Darstellung von Maryann Thorpe in Cybill - Janeane Garofalo für die Darstellung von Paula in Die Larry Sanders Show - Jayne Meadows für die Darstellung von Alice Morgan-DuPont-Sutting-Cushing-Ferruke in High Society - Renée Taylor für die Darstellung von Sylvia Fine in Die Nanny                  |
| Bester Nebendarsteller in einer Dramaserie (Outstanding Supporting Actor in a Drama Series) | Beste Nebendarstellerin in einer Dramaserie (Outstanding Supporting Actress in a Drama Series) |
| Ray Walston für die Darstellung von Judge Henry Bone in Picket Fences – Tatort Gartenzaun - Hector Elizondo für die Darstellung von Dr. Philip Watters in Chicago Hope – Endstation Hoffnung, CBS - James McDaniel für die Darstellung von Arthur Fancy in New York Cops – NYPD Blue - Stanley Tucci für die Darstellung von Richard Cross in Murder One - Noah Wyle für die Darstellung von Dr. John Carter in Emergency Room – Die Notaufnahme                   | Tyne Daly für die Darstellung von Alice Henderson in Christy - Barbara Bosson für die Darstellung von Miriam Grasso in Murder One - Sharon Lawrence für die Darstellung von Sylvia Costas in New York Cops – NYPD Blue - Julianna Margulies für die Darstellung von Carol Hathaway in Emergency Room – Die Notaufnahme - Gail O’Grady für die Darstellung von Donna Abandando in New York Cops – NYPD Blue |